# Laki (obchtina)
Pour les articles homonymes, voir Laki.
Laki (bulgare : Лъки) est une obchtina de l'oblast de Plovdiv en Bulgarie.